# Maison d'arrêt de Lyon-Corbas
La maison d'arrêt de Lyon-Corbas est un établissement pénitentiaire de 45 000 m2 inauguré le 2 mai 2009 qui a remplacé les trois établissements de Lyon intra-muros considérés comme vétustes (la prison Montluc et les prisons Saint-Paul et Saint-Joseph). Après son ouverture, ceux-ci ont été définitivement fermés et reclassés. Le 3 mai 2009, l'ensemble des détenus des prisons lyonnaises y est transféré.
Elle peut accueillir 690 détenus et emploie 263 agents de l'administration pénitentiaire.